# Stenhomalus komiyai
Stenhomalus komiyai is een keversoort uit de familie van de boktorren (Cerambycidae). De wetenschappelijke naam van de soort werd voor het eerst geldig gepubliceerd in 2005 door Niisato & Weigel.